# Drew Steckenrider
Andrew Paul Steckenrider (né le 10 janvier 1991 à Atlanta, Géorgie, États-Unis) est un lanceur de relève droitier des Marlins de Miami de la Ligue majeure de baseball.

## Carrière
Joueur des Volunteers de l'université du Tennessee, Drew Steckenrider est choisi par les Marlins de Miami au 8e tour de sélection du repêchage de 2012.
Il fait ses débuts dans le baseball majeur avec Miami le 24 mai 2017.